# ميرزا قلعة
ميرزا قلعة هي بلدة في مقاطعة قرة قول في ولاية بخارى في أوزبكستان.